# 浪花少年偵探團
《浪花少年偵探團》是日本作家東野圭吾的長篇推理小說。1988年12月講談社發行了單行本，1991年11月發行文庫版，2011年12月發行了文庫本新裝版。
續集《浪花少年偵探團2》也於1993年12月發售單行本，1996年發行文庫本改名《再見了，忍老師 浪花少年偵探團獨立篇》，2011年發行文庫本新封面時縮短書名為《再見了，忍老師》。
故事講述被稱為「浪花少年偵探團」的小學生們和他們的班主任老師：竹內忍的故事。以本作為原作的電視劇於2000年在NHK教育頻道的「連續劇愛之詩」時段播放，由山田瑪麗亞主演。2012年7月由多部未華子主演的新版電視劇將於TBS系列的「Panasonic Drama Theater」時段播放。

## 出版書籍
| 出版社   | 出版日期      | 格式   | 頁數  | ISBN                   | 譯者   |
| -------- | ------------- | ------ | ----- | ---------------------- | ------ |
| 講談社   | 1988年12月1日 | 單行本 | 292頁 | ISBN 978-4-06-204161-4 | 不適用 |
| 講談社   | 1991年11月5日 | 文庫本 | 306頁 | ISBN 978-4-06-185029-3 | 不適用 |
| 講談社   | 2011年12月    | 文庫本 | 361頁 | ISBN 978-4-06-277130-6 | 不適用 |
| 皇冠文化 | 2012年8月6日  | 平裝書 | 272頁 | ISBN 978-957-332-927-5 | 王蘊潔 |

| 出版社   | 出版日期       | 格式   | 頁數  | ISBN                   | 譯者   |
| -------- | -------------- | ------ | ----- | ---------------------- | ------ |
| 講談社   | 1993年12月     | 單行本 | 292頁 | ISBN 978-4-06-206578-8 | 不適用 |
| 講談社   | 1996年12月12日 | 文庫本 | 336頁 | ISBN 978-4-06-263412-0 | 不適用 |
| 講談社   | 2011年12月     | 文庫本 | 365頁 | ISBN 978-4-06-277131-3 | 不適用 |
| 皇冠文化 | 2012年11月12日 | 平裝書 | 272頁 | ISBN 978-957-332-953-4 | 王蘊潔 |

### 改編漫畫
由漫畫家冲本秀子改編為漫畫，2003年在日本發行，標題為《浪花少年偵探團—熱血老師與學生偵探團事件簿》（日语：浪花少年探偵団　浪花の熱血先生と教え子探偵団の事件簿）。本作亦收錄在2009年由秋田書店出版的。
| 冊數 | 秋田書店      | 秋田書店               | 長鴻出版社     | 長鴻出版社            |
| 冊數 | 發售日期      | ISBN                   | 發售日期       | ISBN                  |
| ---- | ------------- | ---------------------- | -------------- | --------------------- |
| 全   | 2003年4月24日 | ISBN 978-4-25-318505-9 | 2005年12月20日 | ISBN 978-076-520047-1 |


- 2009年4月20日發行、ISBN 978-4-25-317284-4

## 登場人物
竹內 忍（Takeuchi Shinobu）
生野區·大路小學教師，6年5班級任導師。短期大學畢業後，為了童年的夢想~成為老師進入大路小學赴任。
家庭組成有職任家電製造廠廠長的父親：茂三、母親：妙子和OL的妹妹在。
田中 鐵平（Tanaka Teppei）
大路小學6年5班→國中2年級的學生。到處炫耀擁有紅白機，向朋友自誇耀對遊戲攻略之能力。
原田 郁夫（Harada Ikuo）
大路小學6年5班→國中2年級的學生。鐵平的好友，總是與鐵平一起行動。
畑中 弘（Hatanaka Hiroshi）
大路小學6年5班→國中2年級的學生。常常與鐵平·原田一起行動。
新藤（Shindou）
大阪府捜査一課刑事警察。初次登場時是明年將成為30歲這樣的年齡。被那個鐵平他們戲稱「鰣魚」。
漆崎（Urushisaki）
大阪府捜査一課刑事警察，與夥伴新藤組成優良的搜查組合。雖然總是被鐵平他們揶揄，但是身為刑警的洞察力頗高，會站在不同的角度思考，也經常接近案件的真相。
本間 義彦（Honma Yoshihiko）
任職於豐中市產業機械的大製造廠的子公司「K工業」，幹部候選的傑出人物。初次登場時是28歲。
竹內 妙子（Takeuchi Taeko）
竹內忍的母親。親切、多嘴多舌的性格。
村井（Murai）
大阪府捜査一課警部。新藤、漆崎的上司，禿頭。
中田（Nakata）
大路小學的副校長。被學生們譏取「ゼロジュウ」這個綽號

## 電視劇

### 2000年版
在NHK教育電視台的「連續劇愛之詩」時段於2000年10月7日至12月23日每週六18:00 - 18:30播放。

#### 主演
- 竹内忍、雷娜公主 - 山田瑪利亞
- 田中鐵平 - 中村大輝（日语：中村大輝）
- 北川泉 - 飛田春留奈
- 上原美奈子 - 菅原櫻
- 原田郁夫 - 尾崎光洋

以上4人為「浪花少年偵探團」成員。
- 新藤雅美 - 細見大輔
- 本間義彥、多拉尼斯王子 - 岸本祐二
- 竹内嘉一郎 - 中島拉莫
- 竹内妙子 - 和泉釁
- 中西雄太 - 熊淵卓
- 戶村大樹 - 中野敬祐
- 典子 - 海原康世
- 克代 - 海原智子
- 菖蒲 - 正司照江
- Sunny - Sunny Francis
- 漆崎警部補 - 荒谷清水
- 校長先生 - 池乃目高
- 池濟先生 - 紅萬子

#### 客串演員
第1集
- 中西雄太的父親 - 中西良太
- 中西雄太的母親 - 黑田福美
- 中西雄太的姐姐 - 水瀨亞梨沙
- 中西利弘 - 加藤健太郎

第2集
- 戶村大樹的父親 - 河野洋一郎
- 戶村大樹的母親 - 水島香織
- 社長 - 結城市朗
- 武夫 - 菊地聰
- 田邊工場長 - 岩鶴恒義

第3集
- 「薇堂」店員 - 安齋肇
- 温水洋一
- 村松利史

第4集
- 米岡 - 大杉漣
- 近藤芳正
- 牟田悌三

第5集
- 相馬 - 安宅慶太
- 秋田正志 - 前田晃男
- Randies（中川貴志、高井俊彦）

第6集
- 佐藤的母親 - 根岸季衣
- 遠藤的母親 - 大島蓉子

第7集
- 富士子 - 石井富子
- 章魚燒店主 - 笑福亭松之助
- 高志 - 奧田智彥
- 公平 - 久野雅弘
- 忍的舊友 - 八嶋智人、龜山忍、中井重文

第8集
- 泰 - 國村隼

第9集
- 戶田惠梨香

第11集
- 原田直之 - 仁科貴
- 三輪仁美
- 酒井敏也

第12集
- 名取硝子 - 藤原瞳
- 座長 - 澤村正一
- 名取硝子的母親 - 藤本喜久子

#### 製作人員
- 原作：東野圭吾《浪花少年偵探團》（講談社文庫刊）
- 導演：大橋守
- 劇本：長川千佳子、久松真一、犬童一心、飯野陽子、土田英生
- 音樂：蓋瑞蘆屋
- 大阪方言指導：|和泉茅渟

#### 各集標題
| 各話   | 放送日         | 日文標題 | 中文標題                 |
| ------ | -------------- | -------- | ------------------------ |
| 第1話  | 2000年10月7日  |          | 阿忍老師來了             |
| 第2話  | 2000年10月14日 |          | 阿忍老師的相親           |
| 第3話  | 2000年10月21日 |          | 阿忍老師和沒有家的孩子   |
| 第4話  | 2000年10月28日 |          | 阿忍老師和被刪除的檔案   |
| 第5話  | 2000年11月4日  |          | 阿忍老師和初戀的你       |
| 第6話  | 2000年11月11日 |          | 阿忍老師和零下地獄       |
| 第7話  | 2000年11月18日 |          | 阿忍老師和幽靈列車       |
| 第8話  | 2000年11月25日 |          | 阿忍老師和神秘的鎖匠     |
| 第9話  | 2000年12月2日  |          | 阿忍老師和消失的公主     |
| 第10話 | 2000年12月9日  |          | 阿忍老師和飛奔的放學後   |
| 第11話 | 2000年12月16日 |          | 阿忍老師和我有趣的情人節 |
| 最終話 | 2000年12月23日 |          | 阿忍老師再見             |

### 2012年版
預定在TBS系列的「Panasonic Drama Theater」時段從2012年7月2日開始每週一20:00 - 20:54播放。主演的多部未華子是首次出演TBS的連續劇，也是首次飾演一名教師。另外隨著松下電器公司更名，原來的「松下劇場」更名為「Panasonic Drama Theater」。本劇也是更名後首出女性主演的作品。拍攝工作從2012年1月至4月中旬。

#### 主演
- 竹内忍 - 多部未華子
- 新藤修平 - 小池徹平
- 本間義彦 - 山本耕史
- 榛名美佳 - 木村文乃
- 原田郁夫 - 前田航基（前田前田）
- 田中鐵平 - 濱田龍臣
- 土屋芙美 - 八木優希
- 福島友宏 - 伊澤柾樹
- 芹澤勤 - 吉井一肇
- 朝倉奈奈 - 濱邊美波
- 上原美奈子 - 二宮星
- 畑中弘 - 高橋晃
- 原田修 - 前田旺志郎（前田前田）
- 原田日出子 - 齊藤由貴
- 原田昌夫 - 溫水洋一
- 漆崎進 - 段田安則
- 中田幸夫 - 小日向文世
- 竹内妙子 - 松坂慶子

#### 客串演員
第1集
- 山田德子 - 久本雅美
- 福島文男 - 木村祐一
- 教官 - 六角精兒
- 福島雪江 - 富田靖子

第2集
- 若本俊一 - 姜暢雄（第1、3集）
- 小林 - Maki（兒島雄一）
- 警察署長 - 小林隆

第3集
- 元山武夫 - 相島一之
- 元山政夫 - 鶴田忍
- 戸村一郎 - 志賀廣太郎
- 田邊 - 正名僕蔵
- 大原由理 - 町田麻里
- 畑中美枝子 - 齊藤橫惠（第5集、完結篇）
- 朝倉町子 - 笛木優子（第5、10集～完結篇）

第4集
- 西丸仙兵衛 - 蟹江敬三
- 西丸昭一 - 梶原善
- 和代 - 田熊靖子
- 米岡伸治 - 牧村泉三郎
- 大友福子 - 藤本靜

第5集
- 藤野勁子 - 正司照枝
- 藤野與平 - 織本順吉

第6集
- 芹澤育子 - 京野琴美
- 山下博夫 - 高橋一生
- 芹澤保 - 小林正寛
- 渋谷容子 - 五月舞衣（完結篇）

第7集
- 宮下千枝子 - 有森也實
- 上原政司 - 田口浩正
- 上原真理江 - 安藤玉恵（完結篇）
- 荒川利夫 - 高橋努
- 荒川少年 - 小山颯

第8集
- 中西知美 - 筒井真理子
- 中西雅彦 - 中島久之
- 中西景子 - 荒井萌
- 中西利廣 - 樋口海斗

第9集
- 安西千鶴 - 石井萌萌果
- 安西芳子 - 中島廣子
- 松岡稻子 - 中原瞳
- 永島和雄 - 三上市朗
- 若松 - 姜暢雄

第10集
- 松本悟郎 - 井坂俊哉
- 高野賀子 - 松本麻里加
- 藤川明子 - 早織
- 酒井直繼 - 金井勇太
- 筒井美智代 - 布施繪理
- 餅乾店「HOHO」店主 - 鷲尾真知子

第11集
- 飯塚正人 - 升毅
- 兒玉春代 - 伊藤修子

第11集～完結篇
- 田中美代子 - 須賀千春
- 宮本和美 - 藤吉久美子
- 横田透 - 平岳大
- 宮本清子 - 菊池友里惠

#### 製作人員
- 原作 - 東野圭吾《浪花少年偵探團》（講談社文庫刊）
- 劇本 - 吉田紀子、江頭美智留、沼津草留
- 導演 - 清弘誠、池澤辰也、東田陽介
- 製作人 - 黑澤淳（TELEPACK）
- 製作 - TELEPACK、TBS

## 外部連結
- （日語）テレビドラマデータベース：浪花少年探偵団(2000年) （页面存档备份，存于）
- （日語）テレビドラマデータベース：浪花少年探偵団(2012年) （页面存档备份，存于）